# Kopce powstańców 1848 roku w Książu Wielkopolskim
Kopce powstańców 1848 roku w Książu Wielkopolskim – zespół mogił i pomników powstańców z 1848 roku zlokalizowany we wschodniej części Książa Wielkopolskiego, przy ulicy Dębniackiej i boisku sportowym.
Zespół położony jest na terenie parku powstałego po I wojnie światowej. Składa się z dwóch mogił-kopców z krzyżami (prawdopodobnie pierwotnie były trzy). Mogiły kryją prochy powstańców wielkopolskich z 1848 roku, poległych w bitwie pod Książem i są pokryte sosnami o poskręcanych pniach. 19 lipca 1858, dla upamiętnienia zlotu rodzinnego Niegolewskich, przywieziono tu z Włościejewek świerki i żywotniki. W zjeździe uczestniczył m.in. Władysław Syrokomla, który napisał na cześć powstańców wiersz okolicznościowy, jaki wyryto na tablicy jednego z pomników kompleksu (2004). Pomiędzy kopcami wzniesiono Pomnik Kosynierów, zaprojektowany przez prof. Kazimierza Bieńkowskiego i odsłonięty w 1948, w setną rocznicę bitwy (wydano wówczas pocztówkę okolicznościową z widokiem jednego z kopców). Na terenie zespołu pamiątkowego stoją jeszcze dwa inne pomniki, upamiętniające 150. oraz 160. rocznicę bitwy, jak również rośnie Dąb Pamięci zasadzony w 2008. Kompleks pamięci jest tradycyjnym miejscem manifestacji patriotycznych i okolicznościowych mieszkańców Książa Wielkopolskiego.